# Вашингтон (округ, Оклахома)
Шаблон:StateAbbr_ 36°44′50″ пн. ш. 95°58′50″ зх. д. / 36.747206° пн. ш. 95.980597° зх. д.
Округ Вашингтон (англ. Washington County) — округ (графство) у штаті  Оклахома, США. Ідентифікатор округу 40147.

## Історія
Округ утворений 1907 року.

## Демографія
За даними перепису 
2000 року 
загальне населення округу становило 48996 осіб, зокрема міського населення було 38453, а сільського — 10543.
Серед мешканців округу чоловіків було 23497, а жінок — 25499. В окрузі було 20179 домогосподарств, 14031 родин, які мешкали в 22250 будинках.
Середній розмір родини становив 2,91.
Віковий розподіл населення поданий у таблиці:
| Стать    | До 15 років | 15-21 | 22-29 | 30-39 | 40-49 | 50-65 | 65-85 | Понад 85 |
| -------- | ----------- | ----- | ----- | ----- | ----- | ----- | ----- | -------- |
| Чоловіки | 5180        | 2404  | 1961  | 2729  | 3635  | 3924  | 3345  | 319      |
| Жінки    | 4758        | 2301  | 2010  | 3095  | 3870  | 4429  | 4306  | 730      |

## Суміжні округи
- Монтгомері, Канзас — північ
- Новата — схід
- Роджерс — південний схід
- Талса — південь
- Осадж — захід
- Шотоква, Канзас — північний захід

## Виноски
1. ↑  U.S. Decennial Census. United States Census Bureau. Архів оригіналу за 19 липня 2018. Процитовано 22 лютого 2015.
2. ↑  Historical Census Browser. University of Virginia Library. Архів оригіналу за 11 серпня 2012. Процитовано 22 лютого 2015.
3. ↑  Forstall, Richard L., ред. (27 березня 1995). Population of Counties by Decennial Census: 1900 to 1990. United States Census Bureau. Архів оригіналу за 19 лютого 2015. Процитовано 22 лютого 2015.
4. ↑  Census 2000 PHC-T-4. Ranking Tables for Counties: 1990 and 2000 (PDF). United States Census Bureau. 2 квітня 2001. Архів оригіналу (PDF) за 18 грудня 2014. Процитовано 22 лютого 2015.
5. ↑  State & County QuickFacts. United States Census Bureau. Архів оригіналу за 22 липня 2011. Процитовано 13 листопада 2013.(англ.) Наведено за англійською вікіпедією.
6. ↑  American FactFinder. Бюро перепису населення США. Архів оригіналу за 26 лютого 2012. Процитовано 31 січня 2008.

| США | Це незавершена стаття з географії США. Ви можете допомогти проєкту, виправивши або дописавши її. |